# Ronde van Vlaanderen 1973
De 57ste editie van de Ronde van Vlaanderen werd verreden op 1 april 1973 over een afstand van 260 km van Gent naar Meerbeke bij Ninove. De gemiddelde uursnelheid van de winnaar was 41,379 km/h. Van de 174 vertrekkers bereikten er 37 de aankomst.

## Koersverloop
Er ontstond een vluchtersgroep van 13 renners, waarin de populaire Frans Verbeeck niet gespaard bleef van meerdere bandbreuken.
Uiteindelijk bereikt een groepje van vier de nieuwe aankomstlijn in Meerbeke. Het werd een topsprint tussen Freddy Maertens en Eric Leman die voor de derde keer de zege op zijn naam schreef. Hij werd daarbij de derde renner die daarin slaagde.

## Hellingen
| - Kwaremont - Oude Kruisens | - Edelareberg - Varent | - Valkenberg - Muur |

## Uitslag
| Rang | Renner             | Land      | Ploeg                      | Tijd     |
| ---- | ------------------ | --------- | -------------------------- | -------- |
| 1    | Eric Leman         | België    | Peugeot-BP                 | 6h17'00" |
| 2    | Freddy Maertens    | België    | Flandria-Carpenter-Shimano | z.t.     |
| 3    | Eddy Merckx        | België    | Molteni                    | z.t.     |
| 4    | Willy De Geest     | België    | Rokado                     | z.t.     |
| 5    | Joop Zoetemelk     | Nederland | Gitane                     | op 45"   |
| 6    | Walter Godefroot   | België    | Flandria-Carpenter-Shimano | op 51"   |
| 7    | Frans Verbeeck     | België    | Watneys-Maes               | z.t.     |
| 8    | Herman Vanspringel | België    | Rokado                     | z.t.     |
| 9    | Patrick Sercu      | België    | Brooklyn                   | z.t.     |
| 10   | Willy In 't Ven    | België    | Molteni                    | op 1'23" |

1913 · 
1914 · 
1915 · 
1916 · 
1917 · 
1918 · 
1919 · 
1920 · 
1921 · 
1922 · 
1923 · 
1924 · 
1925 · 
1926 · 
1927 · 
1928 · 
1929 · 
1930 · 
1931 · 
1932 · 
1933 · 
1934 · 
1935 · 
1936 · 
1937 · 
1938 · 
1939 · 
1940 · 
1941 · 
1942 · 
1943 · 
1944 · 
1945 · 
1946 · 
1947 · 
1948 · 
1949 · 
1950 · 
1951 · 
1952 · 
1953 · 
1954 · 
1955 · 
1956 · 
1957 · 
1958 · 
1959 · 
1960 · 
1961 · 
1962 · 
1963 · 
1964 · 
1965 · 
1966 · 
1967 · 
1968 · 
1969 · 
1970 · 
1971 · 
1972 · 
1973 · 
1974 · 
1975 · 
1976 · 
1977 · 
1978 · 
1979 · 
1980 · 
1981 · 
1982 · 
1983 · 
1984 · 
1985 · 
1986 · 
1987 · 
1988 · 
1989 · 
1990 · 
1991 · 
1992 · 
1993 · 
1994 · 
1995 · 
1996 · 
1997 · 
1998 · 
1999 · 
2000 · 
2001 · 
2002 · 
2003 · 
2004 · 
2005 · 
2006 · 
2007 · 
2008 · 
2009 · 
2010 · 
2011 · 
2012 · 
2013 · 
2014 · 
2015 · 
2016 · 
2017 · 
2018 · 
2019 · 
2020 · 
2021 · 
2022 · 
2023 · 
2024 · 
2025
Lijst van beklimmingen